# Antonio Laguna Platero
Antonio Laguna Platero (1958-) és un historiador de la comunicació espanyol.

## Biografia
Va néixer en 1958. Doctor en Geografia i Història per la Universitat de València, és historiador de la comunicació. En 2010 va ser nomenat degà de la Facultat de Periodisme de la Universitat de Castella-la Manxa.
És autor d'obres com Historia del periodismo valenciano. 200 años en primera plana (Generalitat Valenciana, 1990); El Pueblo, historia de un periódico republicano (1894-1939) (Institució Alfons el Magnànim, 1999), una monografia del diari El Pueblo, Las claves del éxito político: ¿por qué votan los ciudadanos? (Editorial Península, 2010), El secuestro de la democracia (Ediciones Akal, 2011), junto a José Antonio Piqueras, Francesc A. Martínez y Antonio Alaminos; o Carceller, el éxito trágico del editor de "La Traca" (2015), una biografia del periodista Vicent Miquel Carceller, entre otras.